# KMF Mungosi
Il Klub Malog Fudbala Mungosi è una squadra serba di calcio a 5 con sede a Belgrado.

## Storia
Attivo già durante gli anni '70, ma registrato ufficialmente nel 1985, il KMF Mungosi è la squadra di calcio a 5 più antica della Serbia. Nel 1998 cambiò la denominazione in  Tempo Kompany e quindi, nel 2003, in KMF Marbo per ragioni di sponsorizzazione. Con quest'ultima denominazione la squadra ha vinto gli unici tre campionati organizzati dalla defunta confederazione serbo-montenegrina. Dalla stagione 2006-2007 ha disputato la massima divisione del campionato serbo, di cui ha vinto la prima edizione assoluta. La parentesi marchiata "Marbo" sarà la più ricca di successi per la società che già nel 2008, in difficoltà economiche, realizza una fusione con i concittadini dell'Intermezzo. Cinque anni più tardi la società viene assorbita dal SAS Zrenjanin, cessando l'attività sportiva. Un anno più tardi, su iniziativa dell'ex capitano Aca Kovačević, la società viene rifondata adottando il nome originario KMF Mungosi.

## Palmarès
- Campionato serbo-montenegrino: 3
2003-2004, 2004-2005, 2005-2006
- Campionato serbo: 1
2006-2007
- Coppa della Serbia: 2
2010-2011, 2011-2012